# Webcam

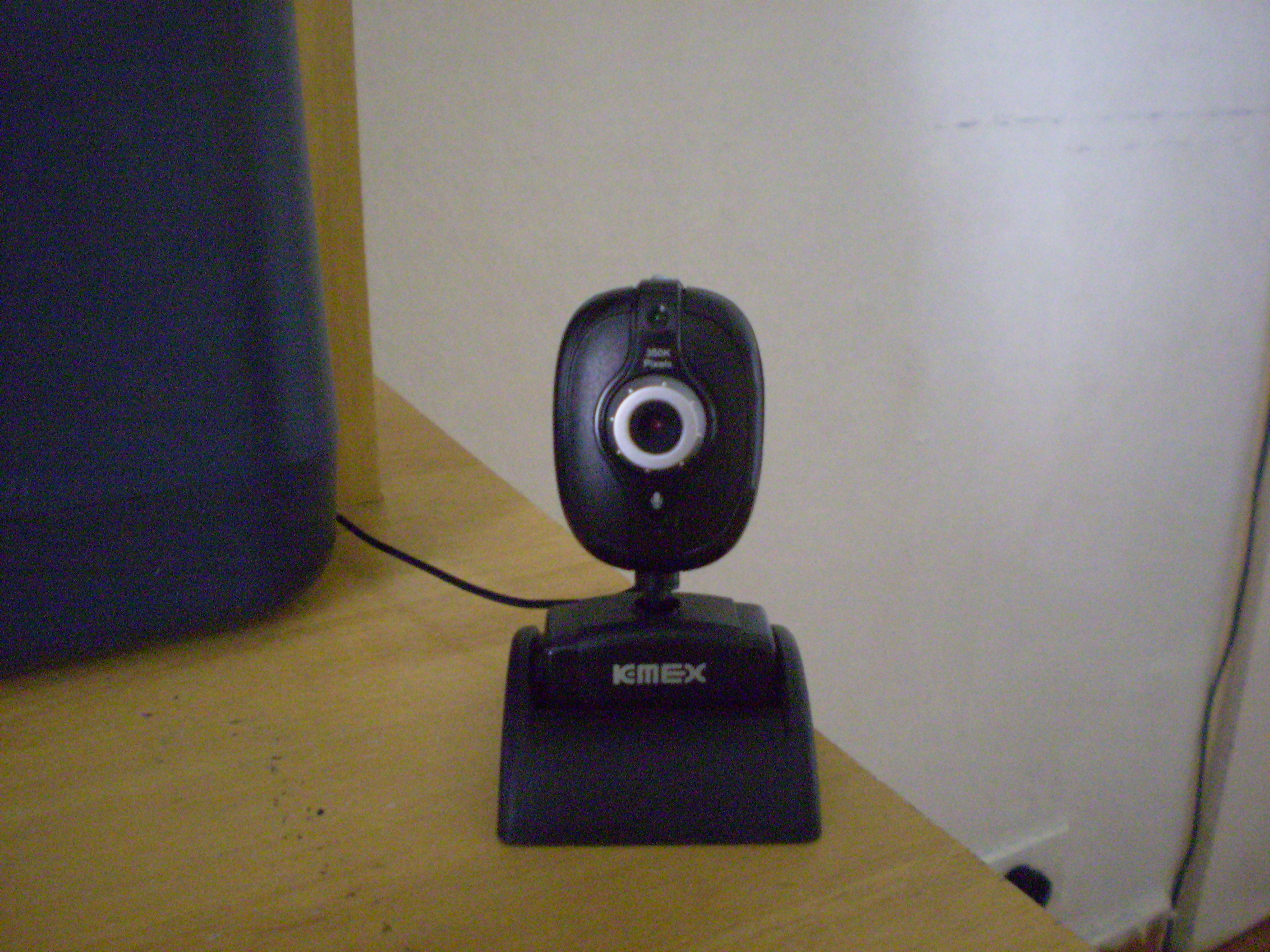
Webcam com microfone embutido.

Webcam ou câmera web  é uma câmera de vídeo de baixo custo que capta imagens e que as transfere para um computador. Pode ser usada para videoconferência, monitoramento de ambientes, produção de vídeo e imagens para edição, entre outras aplicações. Atualmente existem webcams de baixa ou de alta resolução (acima de 2.0 megapíxeis) e com ou sem microfones acoplados. Algumas webcams vêm com LED (diodos emissores de luz), que iluminam o ambiente quando há pouca ou nenhuma luz externa.
A maioria das webcams é ligada ao computador por conexões USB e a captura de imagem é realizada por um componente eletrônico denominado CCD.

## História
A primeira webcam não era conectada à Internet, tendo sido criada em 1991, no laboratório de computação da Universidade de Cambridge, Inglaterra para filmar uma garrafa de café. A câmara mostrava a todos os usuários se havia café ou não, evitando que fossem buscar café, quando a garrafa estava vazia.
O primeiro modelo comercial acessível de webcam foi a QuickCam, da Connectix, lançada em 1994, cuja resolução era muito inferior à das câmaras atuais e produzia apenas imagens em preto e branco.
A webcam ganhou popularidade, quando passou a ser utilizada com programas de mensagem instantânea como MSN Messenger, Yahoo! Messenger e Skype. As imagens obtidas são de baixa resolução e, por isso, requerem pouco espaço de armazenamento e podem ser rapidamente difundidas pela Internet.
As webcams tornaram-se uma verdadeira febre no Brasil, devido à difusão de programas de mensagem instantânea, e atualmente muitos computadores vêm com webcams acopladas.

## Sensor de imagem
Os sensores de imagem podem ser CMOS ou CCD, sendo que os primeiros predominam nas câmeras de baixo custo, mas câmeras com sensores CCD não superam necessariamente câmeras baseadas em CMOS no segmento econômico. A maioria das webcams para consumidores é capaz de gravar vídeos com resolução VGA a 30 quadros por segundo. Muitos dispositivos novos conseguem capturar vídeos em resolução de vários megapixels, e alguns podem operar com altas taxas de quadros, como o PlayStation Eye, que pode gravar vídeo a 320×240 a 120 quadros por segundo. A maioria dos sensores de imagem são fabricados pelas empresas Omnivision ou Sony.

### Ótica
Existem várias lentes disponíveis, sendo a mais comum em webcams de nível de consumidor uma lente de plástico, que pode ser ajustada manualmente para focar a câmera. Lentes com foco fixo, que não são ajustáveis, também estão disponíveis. Como a profundidade de campo do sistema da câmera é maior para pequenos formatos de imagem e para lentes com grandes números de abertura (pequena abertura), os sistemas usados em webcams têm uma profundidade de campo suficientemente grande, portanto, o uso de uma lente com foco fixo não afeta significativamente a nitidez da imagem.
Na maioria dos modelos é utilizada uma óptica simples sem foco (foco fixo, ajustado na fábrica para a distância habitual entre o monitor ao qual está preso e o usuário) ou foco manual.

## Software interno
Como o filtro de Bayer é proprietário, qualquer webcam contém processamento de imagem embutido, separado da compressão. Os fluxos de vídeo digitais representam grandes volumes de dados, o que dificulta sua transmissão (do sensor de imagem, onde os dados são continuamente gerados) e armazenamento. A maioria, senão todas, as webcams baratas vêm equipadas com ASIC embutido para compressão de vídeo em tempo real.